# Wąbrzeźno Miasto
Wąbrzeźno Miasto – historyczna stacja kolejowa w Wąbrzeźnie, w województwie kujawsko-pomorskim, w Polsce. Położona była na linii stacja Wąbrzeźno – centrum miasta (linia kolejowa nr 264), powstałej w 1898. Do 1991 obsługiwała ruch pasażerski, do 2011 ruch towarowy. Stacja składała się z budynku kasy i ekspedycji towarowej oraz przyległego do ulicy peronu z jedną krawędzią. Na wysokości budynku znajdowały się rozjazdy umożliwiające zmianę czoła pociągu, a jeszcze dalej wjazd na teren Zakładów Tworzyw Sztucznych "ERG" (obecnie Ergis-Eurofilms).